# Котес
Котес (валенс. Cotes, ісп. Cotes) — муніципалітет в Іспанії, у складі автономної спільноти Валенсія, у провінції Валенсія. Населення — 398 осіб (2010).

## Географія
Муніципалітет розташований на відстані близько 310 км на південний схід від Мадрида, 47 км на південь від Валенсії.

## Демографія
Динаміка населення (INE ):